# Caridade (Ceará)
Caridade é um município do estado do Ceará, Brasil. Localiza-se na microrregião de Canindé, mesorregião do Norte Cearense. Sua população estimada em 2019 foi 22.547 habitantes.

## Etimologia
O topônimo Caridade é uma alusão à instalação de uma missão religiosa junto a fazenda Cágado. Sua denominação original era Kágado e, desde 1911, Caridade.

## História
Distrito criado por ato provincial de 4 de janeiro de 1911, e por ato estadual nº 1039, de 4 de agosto de 1911, subordinado ao município de Canindé.
Foi elevado à categoria de município com a denominação de Caridade pela lei estadual nº 4157, de 6 de agosto de 1958. Foi instalado em 13 de setembro do mesmo ano.
As terras do lado oeste do Maciço de Baturité era habitadas por diversas etnias dentres as quais os jenipapo, kanyndé.
A partir do século XVII com o sistema de sesmarias, surgem as fazendas para a criação de gado e a lavoura no ciclo econômico de carne de sol e charque. Situada ao lado da estrada dos sertões do interior para Maranguape e Fortaleza, que escoava o gado criadores de Boa Viagem, Santa Quitéria e Inhamuns para as feira de gados, desenvolveu-se como um ponto de passagem e comércio.
Um fato que contribuiu para o seu rápido desenvolvimento foi a trânsito de peregrinos para as romarias de Canindé e criação da missão de penitência.

## Política
A administração municipal localiza-se na sede, Caridade.

## Geografia

### Subdivisão
O município é dividido em três distritos: Caridade (sede), Campos Belos (antiga Inhuporanga) e São Domingos.

### Clima
Tropical quente semiárido com pluviometria média de 555 mm com chuvas concentradas de fevereiro a maio.

### Hidrografia e recursos hídricos
As principais fontes de água fazem parte da bacia do rio Curu, sendo elas os riachos: Bom Jardim, Capitão-Mor, do Mel, do Nambi, dos Macacos, Ipueiras, Seriema, Trapiá e outros tantos. Existem ainda diversos açudes, dentre eles: do Desterro, do Poço, Novo, São Domingo, Trapiá, Santo Antônio e outros.

### Relevo e solos
Localizada no chamado polígono da seca, tem como principal elevação o Maciço de Baturité, ao lado leste.

### Vegetação
A vegetação predominante é a caatinga arbustiva densa.

## Economia
A economia tem como base a agricultura de algodão arbóreo e herbáceo, milho e feijão; pecuária: bovinos, suínos e aves. 
Existem duas indústrias: uma de vestuário, calçados e artigos de tecidos de couro e peles, e uma extrativa mineral.   
Em suas terras foram encontradas ocorrência de barita, fonte de obtenção do bário, metal pesado, utilizado na indústria química, farmacêutica e de material elétrico e calcário (calcita). Mas atualmente só existe uma fábrica de roupas, a população sobrevive somente no comércio, aposentadoria e de serviços públicos.

## Cultura
O principal evento cultural é festa do padroeiro Santo Antônio de Pádua, realizada anualmente dia 13 de junho. A coroação de Nossa Senhora que acontece há mais de um século e o forró do povo que acontece desde 1999. Além disso, há outro evento que acontece todo ano; a Paixão de Cristo já tem 11 anos de tradição e atrai gente de todas as regiões para assistir o espetáculo na Sexta-feira Santa de cada ano.

## Esporte
A cidade é a casa do Arsenal de Caridade, clube que atualmente disputa a Segunda Divisão Cearense, e manda seus jogos no Estádio Birão, como é chamado por torcedores e imprensa, mas cujo nome oficial é Estádio Rei Pelé.